# Pittsburgh Pirates

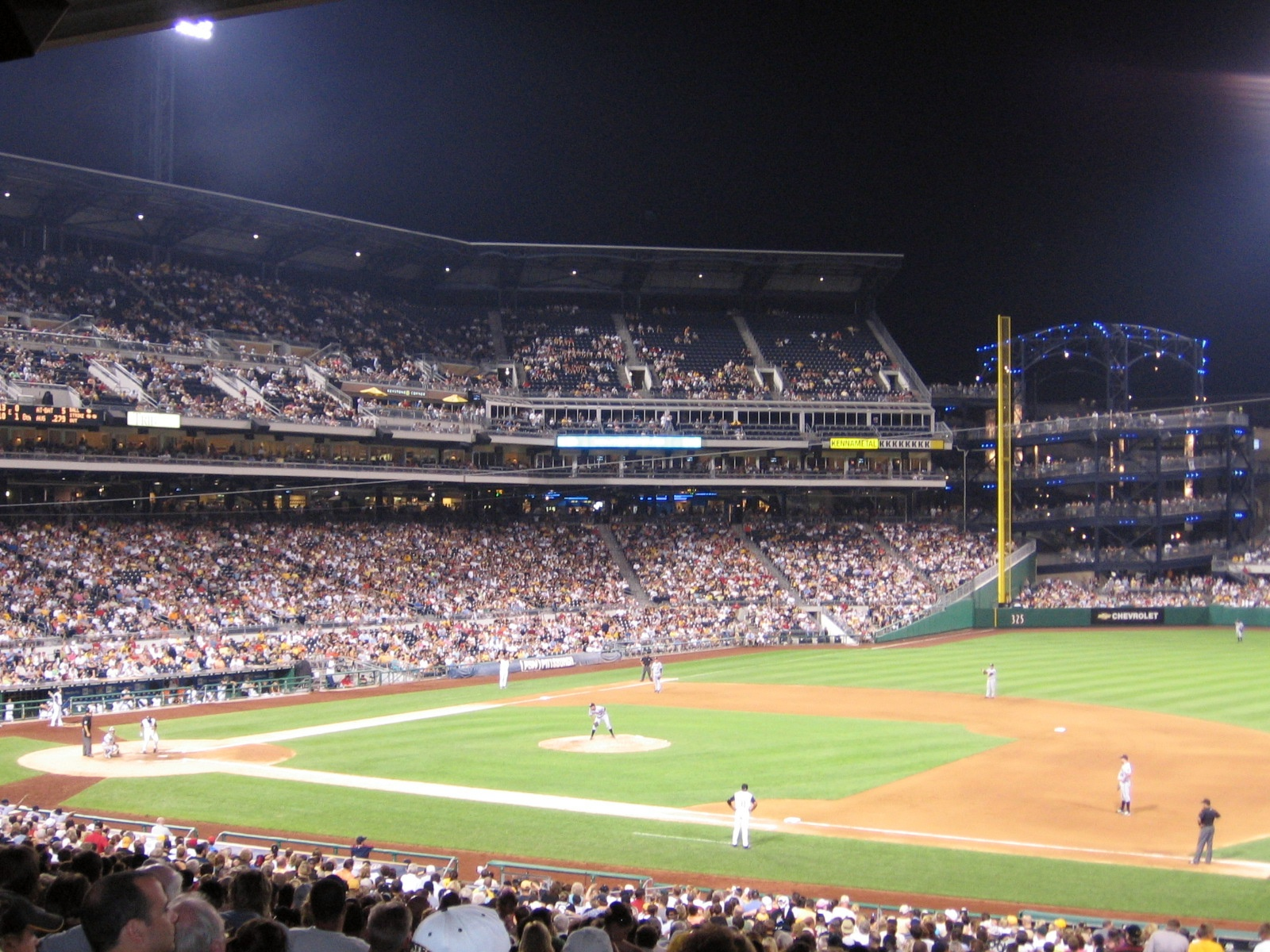
PNC Park, domácí hřiště Pirates, 2006

Pittsburgh Pirates je profesionální baseballový klub z Major League Baseball, patřící do centrální divize National League. Klub byl založen v roce 1882.
Za svou historii klub celkem devětkrát vyhrál National League, z toho pětkrát i následující Světovou sérii:
- Vítězství ve Světové sérii: 1909, 1925, 1960, 1971 a 1979
- Ostatní vítězství v NL: 1901, 1902, 1903 a 1927